# Taufgedächtnis
Mit  Taufgedächtnis, Tauferinnerung oder Erneuerung des Taufbundes/-bekenntnisses wird in den verschiedenen christlichen Konfessionen ein Ritus bezeichnet, bei dem Christen ihrer Taufe gedenken. Der ebenfalls anzutreffende Ausdruck Tauferneuerung ist insofern irreführend, als dass die meisten christlichen Konfessionen die Überzeugung teilen, dass die Taufe nur einmal gespendet werden kann. Gleichwohl kann eine Taufbunderneuerung zum Ausdruck bringen, dass jemand entschiedener aus der Taufe bzw. gemäß dem Taufversprechen leben möchte. Form und Inhalt entsprechender Rituale oder eigener Andachten können sehr unterschiedlich sein, haben aber gemeinsam, das Bewusstsein der Taufe bzw. die Tauffrömmigkeit zu fördern.
Die Geistestaufe in der charismatischen Bewegung ist davon zu unterscheiden. Von dem Taufgedächtnis prinzipiell zu unterscheiden ist die Wiedertaufe bzw. die Gläubigentaufe in baptistischer Tradition, wenn die Kindertaufe nicht anerkannt wird.

## Geschichtliche Entwicklung
Biblische und altkirchliche Praxis war die der Erwachsenen- (bzw. Familien-)taufe nach einem Katechumenat für die eine Initiationsfeier mit Taufe, Salbung und Eucharistieempfang, die zugleich einen umfassenden Wendepunkt im persönlichen und sozialen Leben der Initiierten darstellte. Seit die Säuglingstaufe ab dem 5. Jahrhundert zur faktischen Norm wurde, gab es aber verschiedene Formen der Tauffrömmigkeit, zu denen beispielsweise die apotropäische Verwendung von Weihwasser gehörte, aber auch das jährliche oder persönliche Gedächtnis des Tauftags, das sog. pascha annotinum, bei dem kollektiv der Taufen in der jährlichen Osternachtsfeier gedacht wurde.
Mit dem Asperges-Ritus, dem Besprengen der Gemeinde mit geweihtem Wasser als Reinigungsritus, begann bereits seit der Karolingerzeit die sonntägliche Gemeindemesse und verweist auf die reinigende Kraft des Taufwassers zurück. Kardinal Karl Borromäus förderte in der nachtridentinischen Katholischen Reform in besonderer Weise die Tauffrömmigkeit. Die katholische Aufklärung und die frühe Pastoraltheologie betonten aus pädagogischem Interesse die ethischen Verpflichtungen des Taufbundes – ein Motiv, das sich beispielsweise auch im Neuluthertum findet. Die Volksmissionen, die neben Exerzitien ein hervorgehobener Ort des Taufgedächtnisses waren, betonten hingegen die Treue zur Kirche. Schließlich ist die Wiederherstellung des Erwachsenenkatechumenats durch das II. Vatikanische Konzil (Sacrosanctum Concilium, Nr. 64) eine theologische Weichenstellung auch für die Bedeutung der Taufe.

## Formen der Tauffrömmigkeit in der römisch-katholischen Kirche

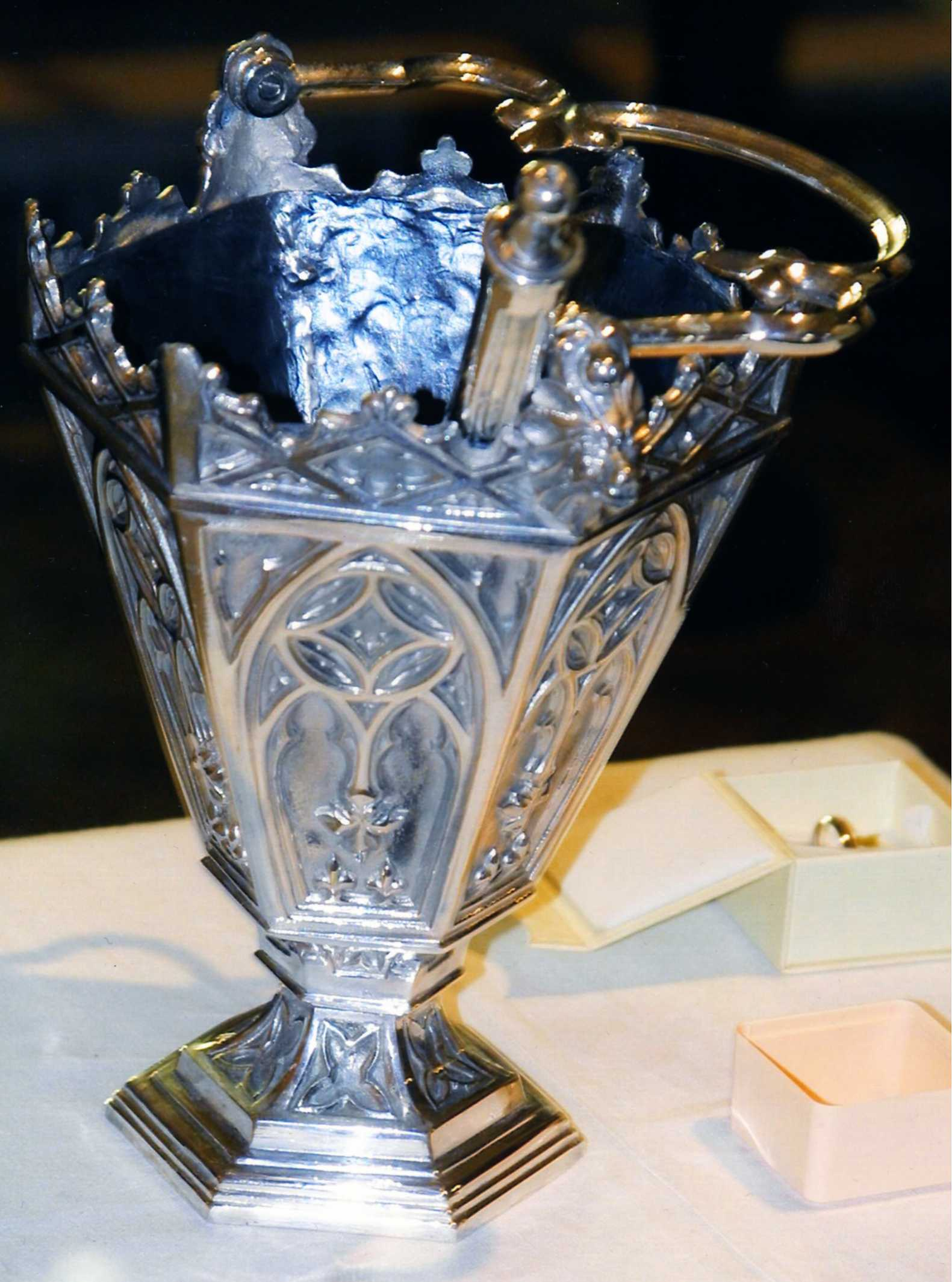
Weihwassergefäß mit Aspergill

Der Lauf des Kirchenjahres und die damit verbundene Frömmigkeit geben immer wieder Anlass dazu, das Thema Taufe auch im Bewusstsein der Getauften wachzuhalten.
Die Erneuerung der Taufgnade steht nach katholischer Auffassung in Zusammenhang mit anderen Sakramenten, insbesondere der Firmung, die die Entscheidung zum Glauben bewusst bekräftigt, der Eucharistie als Ziel der Initiation sowie der Beichte als Wiederherstellung der Taufgnade durch die Vergebung der nach der Taufe begangenen Sünden.

### Erneuerung des Taufversprechens in der Osternacht
Zentral ist das Taufgedächtnis und die Erneuerung des Taufversprechens in der Feier der Osternacht, wo die Tauffeier den dritten Teil des Gottesdienstes bildet. Den großen Rahmen bildet die Liturgie der Osternacht als die vornehmste Vergegenwärtigung des Heilswirkens Gottes, an dem die Gläubigen sakramental Anteil haben, und in den Lesungen aus der Bibel der Erinnerung an die Heilsgeschichte von der Erschaffung der Welt über die Errettung des Volkes Israel aus Ägypten bis zum Kreuzesopfer Jesu Christi. Die Tauffeier besteht aus der Weihe des Taufwassers und der Spendung der Taufe, falls Taufbewerber da sind; in jedem Fall aber gehören aber die Abrenuntiatio diaboli und die Erneuerung des Taufbekenntnisses der ganzen Gemeinde zur Liturgie. Die Gläubigen sind durch die Taufe in das Pascha-Mysterium von Sterben und Auferstehen Christi hineingenommen; daher „wollen wir […] das Taufversprechen erneuern, mit dem wir einst dem Satan abgeschworen und Gott versprochen haben, ihm, unsrem Herrn, in der heiligen katholischen Kirche zu dienen“. Darauf folgt das Taufbekenntnis im Frage-und-Antwort-Schema mit der Absage an das Böse (Abrenuntiatio diaboli) und dem Bekenntnis des Glaubens an den dreifaltigen Gott. Anschließend sprengt der Priester das frisch geweihte Wasser über der Gemeinde aus, welche brennende Kerzen in den Händen hält, deren Feuer von der Osterkerze bzw. dem Osterfeuer ausgeht und woran die Taufkerze erinnert. Als Gesang ist die Antiphon Vidi aquam vorgesehen.
Es gibt mancherorts den Brauch, in der Ostervesper in besonderer Weise der Taufe zu gedenken. In der Einführung ins Stundenbuch heißt es:

„Es ist wertvoll, die Vesper [des Ostersonntags] feierlich zu begehen, um die Neige eines so heiligen Tages zu ehren und der Erscheinungen zu gedenken, in denen sich der Herr seinen Jüngern zeigte. Wo der Brauch lebendig ist, am Ostertag die Taufvesper zu feiern, bei der man unter Psalmengesang zum Taufbrunnen zieht, soll er sorgfältig gepflegt werden.“

Indem damit eine Thematik der Osternacht herausgestellt wird, bringt die Ostervesper die Chance, diesen Inhalt (und auch den Ort des Taufbrunnens) deutlicher hervortreten zu lassen.

### Sonntägliches Taufgedächtnis

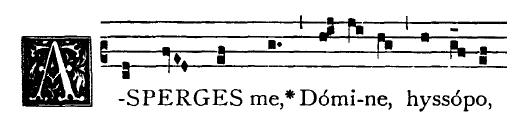
Beginn der Antiphon Asperges me

Eine andere klassisch-liturgische Feiergestalt ist das „sonntägliche Taufgedächtnis“. Dieses kann in allen Sonntagsmessen anstelle des allgemeinen Schuldbekenntnisses gefeiert werden. Das Weihwasser soll laut Einführung „an die Taufe erinnern; Gott aber erneuere in uns seine Gnade, damit wir dem Geist treu bleiben, den wir empfangen haben.“ Verschiedene Orationen zur Segnung des Wassers stehen zur Auswahl, die verschiedene Symboliken und heilsgeschichtliche Themen aufgreifen, etwa Reinigung, Vergebung, Leben, Schutz vor dem Bösen bzw. Anfechtung und Neuschöpfung. Das Weihwasser wird wiederum durch den Priester über der Gemeinde ausgesprengt. Traditionell ist dafür der Begleitgesang Asperges me vorgesehen. Grenzt ein Friedhof an die Kirche an, können auch die Gräber in den Besprengungsritus einbezogen werden, um die Gemeinschaft der Getauften über den Tod hinaus ausdrücklich aufscheinen zu lassen.
Im Vordergrund steht hierbei begrifflich und symbolisch das Gedächtnis bzw. die Erinnerung an die Taufe. Das Besprengtwerden mit Weihwasser symbolisiert für den Empfangenden vor allem den (eher passiven) Geschenkcharakter der Taufgnade, ähnlich wie beim Gesegnetwerden. Das eher responsorische Element des eigenen Bekennens, Annehmens oder „Umsetzens“ der empfangenen Gnade findet nur im Bekreuzigen seinen (schlichten) Ausdruck.

### Immanentes und privates Taufgedächtnis
Balthasar Fischer teilt das Taufgedenken in zwei Kategorien ein, „immanente“ und „ausdrückliche“. Die „immanente“ Tauferinnerung ist im Kern die altkirchliche Osternacht, in der die Erwachsenentaufen den Mitfeiernden ihre eigene Lebenswende in der Taufe in einer vergangenen Osternacht eindrücklich vor Augen führte. Während diese Situation so nicht mehr besteht, enthält die Liturgie weiterhin Anklänge daran und hat darüber hinaus die expliziten Formen des Taufgedächtnisses geschaffen.
Das Fest Taufe des Herrn ist ein besonderer liturgischer Anlass für ein Taufgedächtnis. Dazu gibt es Kirchenlieder mit tauftheologischem Inhalt, insbesondere „Ich bin getauft und Gott geweiht“ (Gotteslob Nr. 491) und „Fest soll mein Taufbund immer stehn“.
Das Bezeichnen mit Weihwasser beim Betreten einer Kirche (oder auch zu anderen Gelegenheiten) erinnert ebenfalls an die Taufe. Am Kircheneingang befindet sich das Weihwasser in einem Weihwasserbecken. Beim Betreten der Kirche ist es üblich, zum Bekreuzigen Weihwasser zu nehmen. Dies ist eine Erinnerung an die Taufe, durch die die Christen ein Teil der Gemeinschaft der Kirche geworden sind. In manchen Kirchen ist dies besonders deutlich, weil das Weihwasserbecken zugleich das Taufbecken ist. Weihwasser kann von den Gläubigen auch mit nach Hause genommen werden.
Schließlich gibt es private Formen der Tauffrömmigkeit, insbesondere ein persönliches Taufgedächtnis am eigenen Jahrtag der Taufe (oder auch am Namenstag). Ein weiterer Ort des immanenten Taufgedächtnisses, der den Gläubigen die Thematik der Taufe immer wieder vor Augen hält, ist die Mitfeier von Taufen, besonders, wenn sie im Rahmen eines Gemeindegottesdienstes gefeiert werden.
Wenn zur Erteilung eines Segens Weihwasser genommen wird, kommt der Zusammenhang von Taufe und Segen in besonders sinnfälliger Weise zum Ausdruck. In manchen katholischen Familien ist es üblich, dass Eltern ihre Kinder mit Weihwasser segnen. Nach der Komplet ist es in manchen Kloster- und anderen geistlichen Gemeinschaften üblich, die Mitglieder der Gemeinschaft und die Gäste durch Besprengung mit Weihwasser zu segnen.
Das Gotteslob (2013) führt unter Nr. 576 Gestaltungselemente für die Feier eines Taufgedächtnisses an.

### Taufbunderneuerung als Lebensübergabe
Im Bereich von Exerzitien oder Volksmissionen gibt es Andachten, bei denen die persönliche Erneuerung des Taufbundes von Gläubigen gefeiert werden. Vor allem im Bereich der charismatischen Bewegung wird darunter ein freiwilliger und persönlicher Akt verstanden, sein Leben Jesus Christus zu übergeben, der sich zuerst für die Menschen hingegeben hat.
Hans Buob schlägt dafür als Feiergestalt, zu der Gebete gehören, die die Symbole und Wirkungen der Taufe entfalten, im Kern Folgendes vor:

„Der Einzelne oder mehrere zugleich treten vor den Eucharistischen Herrn […] und geben ihr Leben ohne Vorbehalte Jesus Christus und bitten um die Erneuerung der Taufgnade durch Ausgießung des Hl. Geistes. Der oder die Priester oder auch Getaufte legen [anschließend] die Hände auf und bitten um den Hl. Geist.“

Darauf folgt das persönliche Gebet um die Gaben des Heiligen Geistes unter Handauflegung. Zur Vorbereitung gehört neben einer tauftheologischen Katechese und dem persönlichen Gebet die eigene Umkehr und Beichte sowie das Gebet um Heilung von inneren Verletzungen, die der Ganzhingabe im Wege stehen. Eine solche Erneuerung des Taufbundes ist keineswegs einmalig und geht einher mit dem allgemeinen christlichen Leben. Gleichwohl kann solch eine Feier durch ihren expliziten, bekenntnishaften und nicht nur privat-innerlichen Charakter einen deutlichen Schritt für den Einzelnen darstellen. Das Tauf- bzw. Glaubensbekenntnis, Jesus als seinen Herrn persönlich anzunehmen und anzuerkennen, wird somit persönlich und konkret entfaltet.

## Ökumenische Taufgedächtnisfeiern
Der Catholica-Beauftragte der VELKD, Landesbischof Friedrich Weber, schlug auf der Generalsynode in Timmendorf 2012 vor, die gemeinsame Feier des Taufgedächtnisses von katholischen und evangelischen Christen als ökumenische Chance zu nutzen, da beide Kirchen theologisch im Verständnis der Taufe übereinstimmen. Der Ritus beim Schlussgottesdienst des Ökumenischen Kirchentages 2003 in Berlin, sich gegenseitig mit Wasser zu segnen, sei verschiedentlich als „prägender ökumenischer Aspekt“ gewürdigt worden.
Ökumenische Taufgedächtnisgottesdienste betonen die gegenseitig anerkannte Taufe in verschiedenen Konfessionen und damit die Verbundenheit untereinander, sei es, wenn eine Veranstaltung Gläubige aus verschiedenen kirchlichen Gemeinschaften zusammenführt, sei es in einer repräsentativen Feier von Amtsträgern oder Leitungspersonen verschiedener Denominationen. Kirchentage geben einen besonderen Anlass dafür und es ist eine Vielfalt verschiedener Feierformen entstanden.
Die Magdeburger Erklärung wurde im Rahmen einer feierlichen Vesper von Bischöfen und Kirchenvertretern unterzeichnet. Zum gemeinsamen Taufgedächtnis wurde die Osterkerze aus dem Hochchor geholt, mit der dann eine Prozession zum Taufstein begangen wurde. Nach dem Nicäno-Konstantinopolitanum wurde ein Lobpreis über dem Wasser gesprochen. Im Anschluss daran wurden die Mitfeiernden mit Weihwasser besprengt. Der weitere Rahmen mit Psalmen im Wechselgebet, Lesung, Magnifikat, Gebeten usw. folgt im Groben dem Ablauf einer Vesper, die die Bitte um Einheit der Christen zum Thema hat.
Der Kölner Diözesanrat veröffentlichte in Abstimmung mit der Evangelischen Landeskirche im Rheinland und der griechisch-orthodoxen Metropolie im Jahr 2004 einen Gestaltungsentwurf und eine adaptierbare Grundlage für lokale Feiern in den Gemeinden. Die Grundstruktur ist die der Wort-Gottes-Feier, wobei im Anschluss an die Predigt ein dreiteiliges Taufgedächtnis stattfindet, bestehend aus einer Zeichenhandlung, einem Glaubensbekenntnis und einer „Verpflichtung auf den Taufbund“. Für die Zeichenhandlung werden etliche Möglichkeiten angeführt, die vor Ort ökumenisch abzusprechen seien und entweder mit Wasser oder mit Licht zu tun haben. Falls Wasser verwendet wird, wird es mit einem Segensgebet oder einem dialogischen Lobpreisgebet gesegnet.

## Taufgedächtnis in der evangelischen Kirche

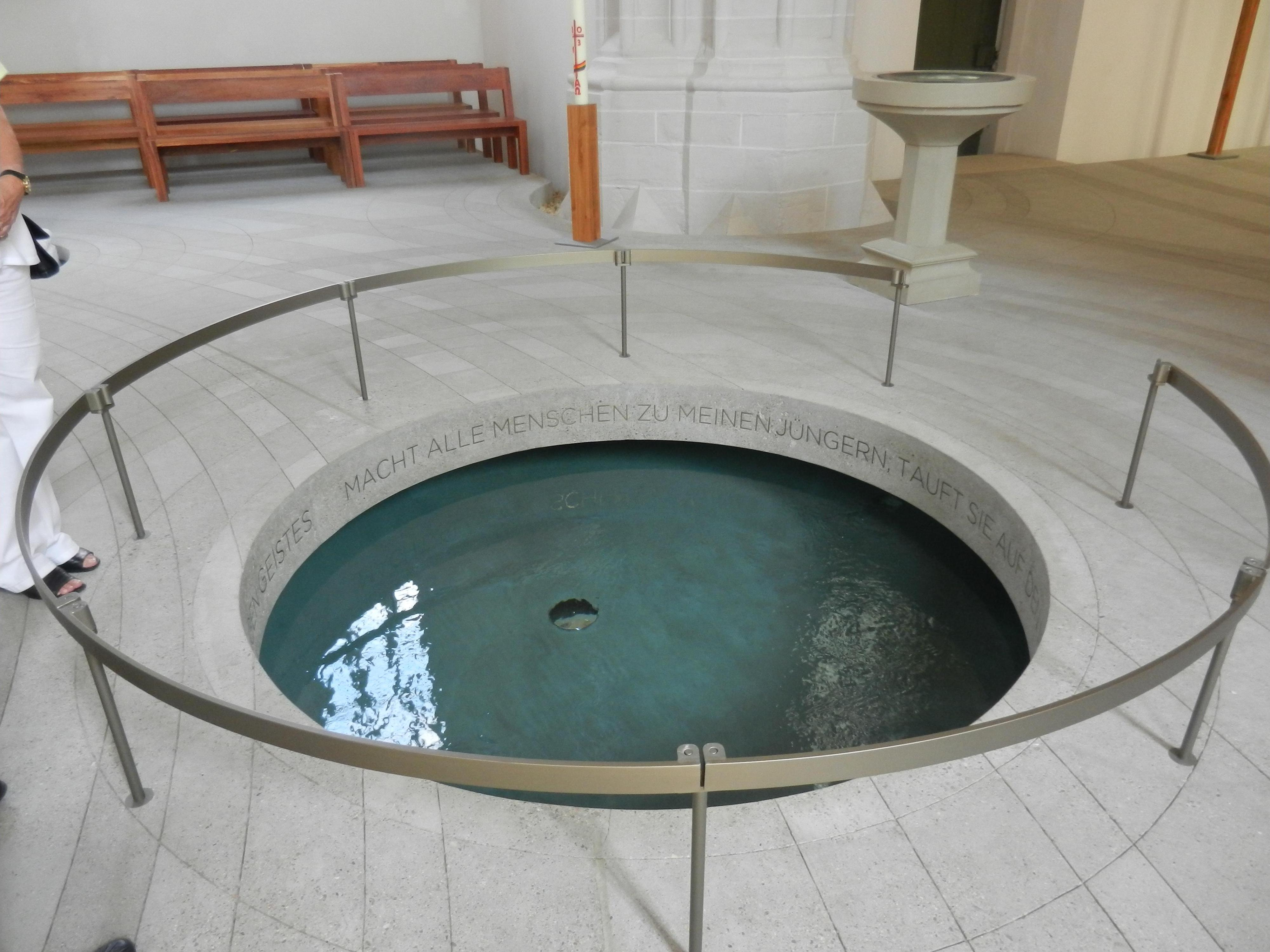
Taufstätte in der St.-Petri-Pauli-Kirche Eisleben

Im Raum der EKD sind die Bezeichnungen Taufgedächtnis und Tauferinnerung üblich. „Die Taufe begründet einen lebenslangen Weg im Glauben. Das Gedächtnis der Taufe dient der Stärkung und der Vergewisserung und sollte regelmäßig gefeiert werden.“ Die VELKD hat dazu eine liturgische Handreichung erarbeitet; für die UEK finden sich entsprechende Ordnungen und Bausteine in ihrem Taufbuch.
Ein Taufgedächtnis kann jederzeit als Baustein in den Ablauf eines Gottesdienstes einbezogen werden; besonders empfohlen ist das Taufgedächtnis:
- in der Osterzeit
- im Zusammenhang mit der Konfirmation
- in Taufgottesdiensten
- in Sonntagsgottesdiensten, deren Proprium einen Bezug zur Taufe hat (1. Sonntag nach Epiphanias, Trinitatis, 6. Sonntag nach Trinitatis, Ewigkeitssonntag)

Je nach örtlichen Gegebenheiten kann sich die Gemeinde um die Taufstätte versammeln oder in einer Prozession dort hinziehen. Die Tauferinnerung kann in folgender Weise geschehen:
- Lied
- Anrede (endet mit: „Gott hat sein Ja zu uns gesprochen in der Taufe. Darum lasst uns (aufstehen und) das Bekenntnis unseres Glaubens sprechen.“)
- Apostolisches Glaubensbekenntnis
- (Gebet)
- Einladung, zum Taufstein zu kommen und das Wasser zu berühren, um dabei der eigenen Taufe neu bewusst zu werden. Alternativ kann der Liturg oder die Liturgin allen Herantretenden mit Wasser ein Kreuz auf die Stirn oder in die Hand zeichnen und dabei ein Segenswort zusprechen.
- Lied

## Taufgedächtnis in der anglikanischen Kirche
Der erzbischöfliche Rat der Kirche von England hat ein liturgisches Formular vorgelegt (letzte Fassung von 2006), das aus einer Erneuerung des Taufversprechens (Renewal of baptismal vows) und einem Dankgebet für die Taufgnade besteht. Der Leiter der Liturgie führt ein: In baptism, God calls us out of darkness into his marvellous light. To follow Christ means dying to sin and rising to new life with him. Therefore I ask: ... und stellt dann in sechs Fragen die Bereitschaft dem Bösen zu widersagen und Gott zu vertrauen fest. Nach der Bitte May almighty God who has given you the desire to follow Christ give you the strength to continue in the way. wird das Apostolische Glaubensbekenntnis gesprochen.

### Römisch-Katholische Kirche
- Albert Gerhards: Taufgedächtnis. In: Walter Kasper (Hrsg.): Lexikon für Theologie und Kirche. 3. Auflage. Band 9. Herder, Freiburg im Breisgau 2000, Sp. 1300 f.
- Martin Stuflesser: Liturgisches Gedächtnis der einen Taufe. Überlegungen im ökumenischen Kontext. Herder, Freiburg (Breisgau) u. a. 2004, ISBN 3-451-28519-3 (Zugleich: Münster, Univ., Habil.-Schr., 2003/2004).
- Franz Kamphaus, mit einem Beitrag von Gotthard Fuchs: Entschieden leben. Was ich im Taufbekenntnis verspreche. Herder, Freiburg im Breisgau 1991, ISBN 3-451-22418-6.
- Clemens Leonhard: Die Deutung des Weihwassers im Mittelalter und ihre Bedeutung für Feiern des Taufgedächtnisses in der Gegenwart. In: Jahrbuch für Liturgik und Hymnologie 54 (2015), S. 9–34.
- Norbert Lohfink: Aus der Taufe leben. Taufvergessenheit, Taufsymbolik, Tauferneuerung. In: Religionsunterricht an höheren Schulen. Band 33, 1990, S. 4–12 (handle.net).
- Balthasar Fischer: Redemptionis mysterium. Studien zur Osterfeier und zur christlichen Initiation. Fischer, Paderborn und München 1992.
- Thaddäus A. Schnitker: Die Taufvesper am Ostersonntag. Ein wiedergewonnenes Stück Tradition, in: Liturgisches Jahrbuch 31 (1981), S. 120–123.
- Taufgedächtnis. In: Gotteslob. Katholisches Gebet- und Gesangbuch 2013, Nr. 576.

### Evangelische Kirche
- Anthony William Ruff: Tauferneuerung/Taufgedächtnis. In: Religion in Geschichte und Gegenwart (RGG). 4. Auflage. Band 8, Mohr-Siebeck, Tübingen 2005, Sp. 96.
- VELKD (Hrsg.): Die Feier des Taufgedächtnisses. Liturgische Handreichung. EVA, Leipzig 2013. ISBN 978-3-374-05562-3. Die ältere Fassung von 2007 ist online abrufbar (PDF).
- Judith Augustin, Heinz Behrends (Hrsg.): Taufe und Tauferinnerung. Aktionen – Projekte – Feiern (= Gemeindearbeit praktisch. Band 3). Vandenhoeck & Ruprecht, Göttingen 2010. ISBN 978-3-525-58015-8.
- Leonie Grüning: Taufgedächtnis. In: Liturgische Konferenz, Kristian Fechtner, Thomas Klie (Hrsg.): Erinnerungskasualien. Gütersloher Verlagshaus, Gütersloh 2019, ISBN 978-3-579-08250-9, S. 22–30.